# Nick Blood
Nick Blood (* 20. března 1982, Londýn, Anglie, Spojené království) je anglický herec, režisér a producent. Nejvíce se proslavil rolí Kierana v seriálu Trollied a rolí Lance Huntera v seriálu Agenti S.H.I.E.L.D..
Je také zakladatelem, scenáristou a kreativní režisérem v Good, Best, Better, organizací která vytváří krátké filmy a seriály.

## Životopis
Narodil se v Londýně v Anglii. K místnímu dramatickému klubu se připojil v 7 letech a brzy si uvědomil, že chce být hercem. Navštěvoval školu Wingrave C&E, než se stal žákem školy Sir Henry Flyod Grammar School v Aylesbury. Poté navštěvoval London Academy of Music and Dramatic Art.

## Kariéra

### Film a televize
První role přišla se seriálem Poldové, kde si zahrál ve dvou epizodách zloděje v hračkářství. Roli Alexe si zahrál v BBC dramatickém seriálu Material Girl (2010).
V roce 2011 se objevil v dramatickém seriálu Misfits: Zmetci, jako Dom. Ve stejném roce bylo oznámeno, že získal roli Kierana v sitcomu stanice Sky1 Trollied. Jako Davy se objevil ve filmu Spike Island v roce 2012. V poslední sérii seriálu Him & Her si zahrál roli bývalého přítele Becky, Leeho.
V roce 2014 se objevil v dramatickém seriálu The Bletchley Circle, jako Ben, policista. Také se objevil na stanici Channel 4 v komedii Babylon. Svůj hlas propůjčil videohře Dragon Age: Inquisition.
Ve druhé řadě seriálu Agenti S.H.I.E.L.D. získal hlavní roli agenta Lance Huntera. Seriál opustil na konci třetí série, ale v páté sérii si v seriálu zahrál hostující roli v dílu "Rewind".

### Divadlo
V roce 2009 vytvořil divadelní společnou nazvanou "WE:BUY.GOLD" s kamarádem Tomym McCallem.
V první show společnosti Inches Apart si zahrál samotný Nick a také pro ní napsal scénář. Show vstoupila do soutěže Old Vic New Voices Theater a získala jednu z cen. The Old Vic poté produkoval profesionální show v divadle theatre503. Show byla k vidění od 12. května do 13. června 2009.
První profesionální debut na pódu zažil Nick v Royal Court Theatre v produkci The Priory jako Adam. Show byla k vidění od 19. listopadu 2009 do 16. ledna 2010. V roce 2010 začal vystupovat jako Sordiro v moderní adaptaci Women Beware Women v Národním divadle.
V roce 2011 se objevil v show Backbeat, která vyprávěla příběh o začátcích The Beatles. K vidění show byla vidět od 10. října 2011 do 18. února 2012. Nick hrál roli Stuarta Sutcliffa. Show byla tak úspěšná, že se přesunula do Toronta a k vidění tam byla od 24. srpna 2012 do 31. října 2012.

## Filmografie

### Filmy
| Rok  | Název          | Role        | Poznámky                     |
| ---- | -------------- | ----------- | ---------------------------- |
| 2012 | Spike Island   | Dave Famous |                              |
| 2014 | X Moor         | Matt        |                              |
| 2014 | Between Places | Christian   | krátkometrážní film          |
| 2014 | Red Lobster    | Sám sebe    | krátkometrážní film          |
| 2014 | Commitment     | Tube Male   | krátkometrážní film          |
| 2015 | Brand New-U    | Johan       | post-produkce                |
| 2015 | Hero           |             | krátkometrážní film, režisér |

### Seriály
| Rok             | Název                | Role          | Poznámky                                                            |
| --------------- | -------------------- | ------------- | ------------------------------------------------------------------- |
| 2009            | Poldové              | Mick Jones    | 2 díly                                                              |
| 2010            | Material Girl        | Alex          | hlavní role, 6 dílů                                                 |
| 2010            | Stanley Park         | Harry Stevens | hlavní role, pilotní díl                                            |
| 2010            | Combat Kids          | Paul          | hlavní role, 3 díly                                                 |
| 2011            | Misfits: Zmetci      | Dom           | díl: „#3.5“                                                         |
| 2011-13         | Trollied             | Kieran        | hlavní role, 26 dílů                                                |
| 2012            | Public Enemies       | Glen Smit     | 2 díly                                                              |
| 2013            | Him & Her            | Lee           | vedlejší role (4. řada), 5 dílů                                     |
| 2014            | Vražedné šifry       | Ben Gladstone | vedlejší role (2. řada), 4 díly                                     |
| 2014            | Babylon              | Warwick       | hlavní role, 7 dílů                                                 |
| 2014–2016, 2017 | Agenti S.H.I.E.L.D.  | Lance Hunter  | hlavní role (2.–3. řada), hostující role (5. řada), 36 dílů         |
| 2016            | Marvel's Most Wanted | Lance Hunter  | pilotní díl                                                         |
| 2019            | Euphoria             | Gus Howard    | díl: "The Trials and Tribulations of Trying to Pee While Depressed" |
| 2020            | Strike               | Jimmy Knight  | hostující role (4. série); 4 díly                                   |

### Videohry
| Rok  | Název                   | Role                                                                      |
| ---- | ----------------------- | ------------------------------------------------------------------------- |
| 2014 | Dragon Age: Inquisition | Hall the Archer (hlas)                                                    |
| 2014 | Vampyr                  | Agamemnon, Harry, Lord Hamersley, Pericles, Priwen Guards, Thomas (hlasy) |